# Поліфем (аргонавт)
Поліфем (дав.-гр. Πολύφημος; ім'я означає «той, про кого багато розповідають у легендах») — персонаж давньогрецької міфології, лапіт, син Елата (можливо Посейдона) і Гіппеї, аргонавт.
Він одружився з Лаономі, сестрою Геракла. За іншою версією був коханцем Геракла. Брав участь у битві кентаврів і лапітів на весіллі Пейрітоя у часи своєї молодості. Через кілька років він приєднався до експедиції аргонавтів. Під час їхнього перебування у Віфінії Поліфем почув крик Гіласа, якого вкрали німфи, і коли він допомагав Гераклу шукати вкраденого, їх обох залишили аргонавти, відпливши від берега на «Арго». Не знайшовши Гіласа він відбув у Місію, де заснував місто Кіос і став його царем. Однак пізніше Поліфем почав шукати своїх друзів-аргонавтів і помер на узбережжі Малої Азії, де жило плем'я халібів. Вони поховали його на березі моря під тополею.